# Meteor FL.53
Les Meteor FL.53, FL.54 et FL.55 sont des avions monoplans de tourisme italiens dérivés de l'Avia FL.3.

## Origine
En 1953 Meteor achète l'entreprise Francis Lombardi & Cie et se lance dans la construction d’avions de tourisme. À partir du FL.3 l'ingénieur Luigi Pascale dessine un nouvel appareil qui se distingue en particulier par un nouveau dessin de la partie arrière du fuselage, abaissé pour permettre la visibilité vers l'arrière, et un empennage plus profond. Cet appareil va se décliner en biplace (FL.53), triplace (FL.54) et quadriplace (FL.55), identifiés par l'année durant laquelle le premier exemplaire de chaque version a pris l'air.

## Les modèles
- Meteor FL.53 : Biplace à moteur Continental A.65 de 65 ch, premier vol le 6 septembre 1953, 8 exemplaires construits.
  - Meteor FL.53BM : 5 appareils avec moteur Continental C.90-12F de 95 ch.
- Meteor FL.54 : Triplace à moteur Continental C.90-12F de 95 ch, 8 exemplaires construits.
- Meteor FL.55 : Quadriplace à moteur Lycoming O-290-3 de 130 ch, 8 exemplaires construits.
  - Meteor FL.55B : 5 appareils à moteur Lycoming O-290-3 de 150 ch.
  - Meteor FL.55BM : 4 appareils à moteur Lycoming O-290-3 avec empennage vertical modifié
  - Meteor FL.55CM : Remotorisation du précédent avec un Lycoming O-360-A1A de 180 ch.

Après avoir tenté de commercialiser les Meteor Bis (Biplace à moteur Alfa Romeo Alfa 2 de 110 ch) et Meteor Super (Quadriplace à moteur Alfa 4 de 220 ch) Meteor se spécialisa à partir de 1954 dans la production d’engins sans pilotes et abandonna la construction d'avions de tourisme.